# Rhinorex
Rhinorex là một chi khủng long mỏ vịt kritosaurini sống vào cuối kỷ Creta thuộc thành hệ Neslen, ở miền trung Utah. Thời gian tồn tại chính xác của nó không chính xác, được cho là khoảng 75 triệu năm trước.
Họ hàng gần nhất của nó được cho là Gryposaurus, và Rhinorex thậm chí còn được cho là thuộc chi Gryposaurus, theo phân tích phát sinh loài chỉ ra.
Nó được tìm thấy trong khoảng thời gian rất gần Gryposaurus monumentensis. Có thể Rhinorex sống ở môi trường bờ biển nhiều hơn Gryposaurus.